# Hemostasia

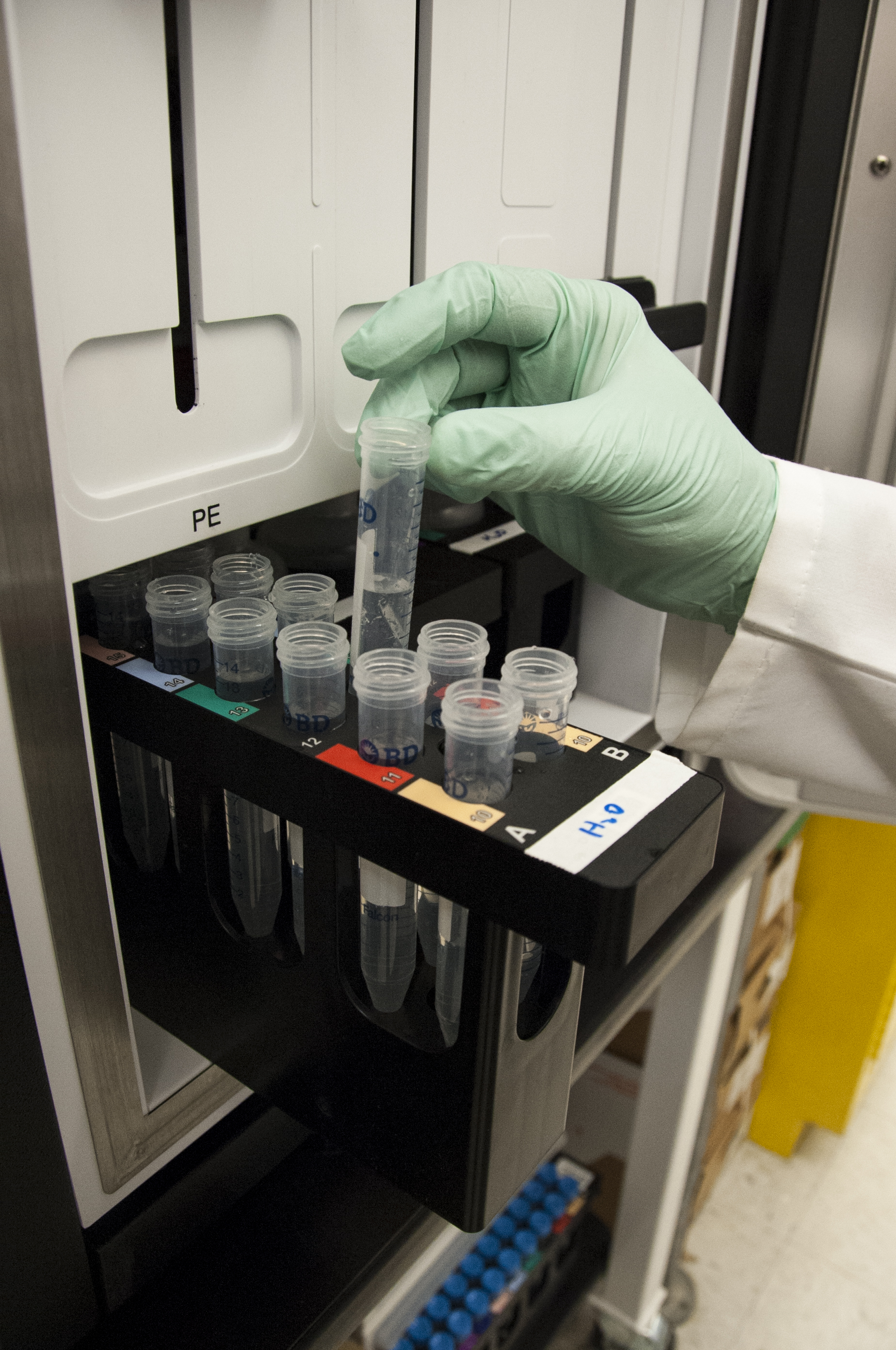
Hemostasia.

La hemostasia es el conjunto de mecanismos aptos para detener los procesos hemorrágicos; en otras palabras, es la capacidad que tiene un organismo de hacer que la sangre en estado líquido permanezca en los vasos sanguíneos. La hemostasia permite que la sangre circule libremente por los vasos y cuando una de estas estructuras se ve dañada, permite la formación de coágulos para detener la hemorragia, posteriormente reparar el daño y finalmente disolver el coágulo.

## Características
En condiciones normales, los vasos sanos están recubiertos internamente por una capa de células endoteliales, que forman el endotelio. Entre sus funciones están:
- Protege de la activación de las plaquetas, sintetizando prostaciclina (PGI2) y monóxido de nitrógeno (NO); estos dos mediadores son potentes vasodilatadores, e inhibidores de la agregación plaquetaria, cuya síntesis se estimula durante el proceso de coagulación por mediadores como la trombina y citocinas;
- Regula negativamente la coagulación, sintetizando trombomodulina, heparina e inhibidores de la vía del factor tisular entre otras moléculas, cuya función es inactivar la trombina y los factores de coagulación;
- Regula la fibrinolisis, sintetizando moléculas del sistema fibrinolítico, como t-PA, una proteasa que corta el plasminógeno para producir plasmina, que a su vez corta la fibrina, disolviendo así el trombo.

Externamente al endotelio se encuentra el subendotelio (el tejido conectivo subendotelial), que es un tejido trombogénico: es el lugar de adhesión de las plaquetas y de activación de la coagulación. Ello se debe a que este tejido está compuesto de macromoléculas (sobre todo colágeno y miofibrillas) que pueden desencadenar la activación del proceso de hemostasis. En tejidos sanos, el subendotelio está revestido por el endotelio, y por tanto fuera del alcance de las plaquetas. Sin embargo, cuando se produce daño tisular, los vasos se rompen y el subendotelio entra en contacto con la sangre:
- Las plaquetas entran en contacto con el colágeno de la matriz extracelular, lo que provoca su activación y el inicio del proceso de hemostasis;
- El factor tisular entra en contacto con el factor de coagulación VII, activándolo, lo que desencadena la vía extrínseca de la coagulación.

El actor principal de la hemostasis son las plaquetas, los elementos más pequeños que circulan en la sangre (2 a 5 μm), de forma discoide, anucleados, con una vida media de 10 días y en una concentración plasmática de 150 a 400×10^9/L. Las plaquetas se originan a partir del citoplasma de los megacariocitos y presentan todos los orgánulos de una célula normal (retículo endoplásmico, lisosomas, mitocondrias, microtúbulos, etc.) a excepción del núcleo celular. En su membrana plasmática presentan varios tipos de glicoproteínas, como por ejemplo GPIa-IIa, GPIbα, GPIIb-IIIa, GPIb-IX-V, CD9, etc. Otra característica importante de las plaquetas es la presencia de dos tipos de gránulos en su citoplasma:
- Gránulos α, que contienen: Factor 4 plaquetario (una quimioquina que se une al heparan), factor de von Willebrand, fibrinógeno, fibronectina, factor V, factor VIII, PDGF y TGF-beta;
- Gránulos densos o δ: contienen calcio, ADP, ATP, serotonina, histamina y adrenalina.

## Fases de la hemostasia

### Vasoconstricción refleja
Respuesta transitoria inmediata (producida por el SN simpático) a un daño del vaso sanguíneo, desencadenando un espasmo vascular que disminuye el diámetro del vaso y retrasa la hemorragia. Asimismo la vasoconstricción favorece el movimiento de las células sanguíneas, acercándolas al sitio de la lesión, de manera que se facilitan las interacciones entre las plaquetas y el subendotelio.

### Hemostasia primaria
Es el proceso de formación del «tapón hemostático primario» o «tapón plaquetario», iniciado segundos después del traumatismo vascular. El tapón se forma porque las plaquetas se adhieren fuertemente al colágeno libre del vaso sanguíneo dañado. Esto desencadena la liberación de múltiples sustancias químicas, como el ADP, el que aumenta la agregación de las plaquetas permitiendo una mayor unión entre estos elementos figurados. Al finalizar el proceso, el tapón ya está formado.
De forma simplificada (para ver todos los detalles moleculares, dirigirse a Formación de trombos en el artículo sobre las Plaquetas) las etapas de la hemostasis primaria son:

#### Adherencia de las plaquetas
La glicoproteína GPIb de las plaquetas se fija al colágeno del subendotelio a través del vWF (por von Willebrand factor), mientras que la glicoproteína GPIa-IIa se fija directamente al colágeno.

#### Activación y secreción de las plaquetas
Esta incluye:
- Desgranulación de los gránulos α y δ, con liberación de su contenido en el plasma sanguíneo.
- Cambio de forma de las plaquetas.
- Activación de la glicoproteína de membrana GPIIb-IIIa: cambio de conformación.
- Liberación de tromboxano (TxA2).
- Flip-flop de los fosfolípidos de la membrana, con exposición de cargas negativas hacia el exterior.

#### Agregación de las plaquetas
El fibrinógeno plasmático (producido por el hígado) se asocia a la glicoproteína GPIIb-IIIa activada; como una molécula de fibrinógeno es un dímero simétrico, puede unirse simultáneamente a dos ligandos situados en dos plaquetas diferentes, lo que provoca la formación de una red de fibrinógeno y plaquetas que es lo que constituye el coágulo primario, que es soluble y reversible para evitar la hemorragia el derramamiento de sangre.

### Hemostasia secundaria
Comúnmente llamada coagulación. El proceso de coagulación es debido, en última instancia, a que el fibrinógeno experimenta un cambio químico que lo convierte en insoluble y le da la capacidad de entrelazarse con otras moléculas iguales, para formar enormes agregados macromoléculares en forma de una red tridimensional, entre los cuales se encuentran bloqueadas las plaquetas.
El fibrinógeno, una vez transformado, recibe el nombre de fibrina. La coagulación es por lo tanto un proceso enzimático complejo, por el cual el fibrinógeno soluble se convierte en fibrina insoluble, capaz de polimerizar y entrecruzarse, formando el coágulo secundario, estable e insoluble.
Cuando el proceso de coagulación se altera, suelen aparecer hemorragias tardías, muchas veces en forma de hematomas (colecciones de sangre) en músculos o articulaciones.

### Fibrinólisis
Produce la desintegración del coágulo sanguíneo.
Después de que el coágulo se ha establecido, comienza la reparación de los tejidos afectados con el proceso de cicatrización. Para hacer posible esto el coágulo es colonizado por células que formarán nuevos tejidos y en el proceso va siendo degradado.
La degradación de la fibrina es un proceso denominado fibrinólisis. La fibrina es el componente encargado de mantener adherido al coágulo a la pared vascular, así como mantener bien unidas a las plaquetas del tapón plaquetario entre sí. La fibrinolisis es catalizada por la enzima plasmina, una serina proteasa que ataca las uniones peptídicas en la región triple hélice de los monómeros de fibrina.
La plasmina se genera a partir del plasminógeno, un precursor inactivo; activándose tanto por la acción de factores intrínsecos (propios de la cascada de coagulación) como extrínsecos, el más importante de los cuales es producido por el endotelio vascular. Se le denomina «activador tisular del plasminógeno» (t-PA).

## Hemostasia endometrial
El cese del sangrado menstrual se consigue mediante la hemostasia endometrial, en la que los factores endocrinos, inmunológicos y hemostáticos locales interactúan a nivel molecular. Uno de los principales instigadores de la hemostasia en el endometrio es el factor tisular, regulado positivamente por la progesterona durante la fase lútea. Durante las primeras 20 horas del sangrado menstrual, se observan numerosos trombos dentro del endometrio; no obstante, después de 20 horas desde el inicio de sangrado, la mayor parte de la capa funcional se desprende y no se ven más trombos. El equilibrio entre agregación plaquetaria y formación de fibrina, por un lado, e inhibición plaquetaria y fibrinólisis, es delicado e indispensable durante este transcurso. El proceso fibrinolítico de gran actividad equilibra la hemostasia endometrial para regular la menstruación normal. Existen altas concentraciones del activador del plasminógeno dentro del endometrio, y grandes cantidades de fibrina y productos de degradación de fibrina dentro del fluido menstrual. Los niveles de activador del plasminógeno aumentan durante la fase proliferativa a un máximo a mitad del ciclo, disminuye en la fase secretora, y luego aumenta nuevamente premenstrualmente. Esto evita la organización de los coágulos dentro del útero, lo que permite que los fragmentos de tejido pasen a través de la orificio cervical, reduciendo así el potencial de infección uterina o adherencias. Los inhibidores del activador del plasminógeno (PAI) aumentan su actividad en la fase proliferativa y secretora tardía hasta la fase menstrual.
Los agentes hemostáticos (ácido tranexámico y DDAVP) mejoran la hemostasia sistémica y endometrial y son eficaces para reducir la pérdida de sangre menstrual en mujeres con o sin trastornos hemorrágicos.

### Trastornos y enfermedades
- Anemia
- Equimosis
- Hematoma
- Hemofilia
- Trombosis